# Harwoods Mill Reservoir
Das Harwoods Mill Reservoir (auch als Harwood Mills Reservoir bekannt) ist ein Stausee im York County im US-Bundesstaat Virginia. 
Er liegt innerhalb des Newport News Parks. Er ist Wasserlieferant der kreisfreien Stadt Newport News. Seine Fläche beträgt 1,04 Quadratkilometer. Der Wasservorrat wird neben dem Zufluss des Poquoson River von den Stauseen Camp Chickahominy Lake, Diascund Creek Reservoir und Little Creek Reservoir zum Harwoods Mill Reservoir gespeist.
Um Algenbildung zu vermeiden, wird dem See in regelmäßigem Umfang Kupfersulfat zugefügt. Die Virginia State Route 620 unterteilt den Stausee in zwei Gebiete, was die zuständigen Wasserschutzbehörden als Hilfsmittel nutzen, um bestimmte Charakteristika des Lebensraums diverser Pflanzen- und Fischarten zu unterscheiden. So besitzt der nördliche Teil eine Reichhaltigkeit von Sumpfzypressen. Ebenso hat dieses Gebiet ein hohes Vorkommen Echter Barsche. Bedingt durch die größere Freifläche im südlichen Abschnitt, sind hier in vermehrtem Maße der Amerikanische Flussbarsch und der Wolfsbarsch Morone americana (white perch) anzutreffen.
Unweit westlich des Harwoods Mill Reservoirs befindet sich der Newport News/Williamsburg International Airport.